# Brian Easton
Brian Neil Easton (Glasgow, 5 marzo 1988) è un calciatore scozzese, difensore dell'East Fife.

## Palmarès

### Club

#### Competizioni nazionali
- Coppa di Scozia: 1

St. Johnstone: 2013-2014
- Scottish Challenge Cup: 2

Dundee United: 2009-2010
Hamilton Academical: 2022-2023